# Big Wells
Big Wells je město v okrese Dimmit County ve státě Texas ve Spojených státech amerických.
V roce 2000 zde žilo 704 obyvatel. S celkovou rozlohou 1,4 km² byla hustota zalidnění 489,6 obyvatel na km².